# 亚洲公路32号线
亚洲高速公路32号线（英語：Asian Highway 32），编号为，是亚洲公路网系统中东亚区域的一条公路，全长3,748（2,329英里）。该公路起始于朝鲜咸镜北道的先锋区域，途经中华人民共和国的吉林省、内蒙古自治区，终点为蒙古的科布多城 。  

## 朝鲜段
先锋郡 - 文汀口岸 - 中朝边境: 60 km（37 mi） 。  

## 中国段
根据地图，中国段的部分非高速公路被视为“有潜力成为高速公路”而加入亚洲高速公路系统。 
- 201省道 ：圈河口岸主线出入口-吉林省珲春市
- 珲乌高速：珲春市-内蒙古自治区乌兰浩特市何家屯枢纽
- 集阿高速：何家屯-乌兰浩特西互通
- 302国道：乌兰浩特西互通-哈尔巴岗托乌拉
- 201省道：哈尔巴岗托乌拉-阿尔山市
- 912县道：阿尔山-阿尔山口岸-中蒙边界

## 蒙古段
苏木贝尔 – 乔巴山 – 温都尔汗 – 纳来哈 – 乌兰巴托 – 乌里雅苏台 – 科布多，共2,520 km（1,570 mi） 。 
其中纳来哈至乌兰巴托与共线。